# (2826) Ahti
(2826) Ahti ist ein Asteroid des Hauptgürtels, der am 18. Oktober 1939 von dem finnischen Astronomen Yrjö Väisälä in Turku entdeckt wurde.
Der Asteroid ist nach dem Meeresgott Ahti aus der finnischen Mythologie benannt.